# Hampstead (metropolitana di Londra)
Hampstead è una stazione della linea Northern della metropolitana di Londra.

## Storia
La stazione, progettata dall'architetto Leslie Green, fu inaugurata il 22 giugno 1907 dalla Charing Cross, Euston & Hampstead Railway (CCE&HR), in seguito parte della Northern Line.
L'edificio era situato all'incrocio fra Hampstead High Street e Heath Street, perciò il nome originariamente proposto per la stazione fu Heath Street. Questo nome è ancora visibile sulle piastrelle originali sui muri delle piattaforme.
Hampstead si trova in cima a una collina ripida e le sue piattaforme sono le più profonde dell'intera rete metropolitana: 58,5 metri sotto il ilvello del suolo. Ha anche i pozzi degli ascensori più profondi, con 55,2 metri. Gli ascensori sono stati sostituiti nel 2014. Nel 2008 si verificò un incidente nel corso del quale uno degli ascensori precipitò, secondo i passeggeri, per "quasi sessanta metri" prima di rallentare e arrestarsi quasi in corrispondenza delle piattaforme.
A nord della stazione, tra Hampstead e Golders Green, si trova la stazione, progettata ma mai completata, di North End, chiamata anche Bull & Bush.

## Strutture e impianti
Le piattaforme sono accessibili anche per mezzo di una scala a chiocciola di emergenza con 320 gradini.
La stazione di Hampstead è collocata al confine tra la Travelcard Zone 2 e la Travelcard Zone 3.

## Interscambi
Nelle vicinanze della stazione effettuano fermata alcune linee urbane automobilistiche, gestite da London Buses.
- Fermata autobus

La stazione di Hampstead Heath della North London Line, servita dalla linea North & West London di London Overground, si trova a circa 10 minuti di cammino verso est.

## Galleria d'immagini

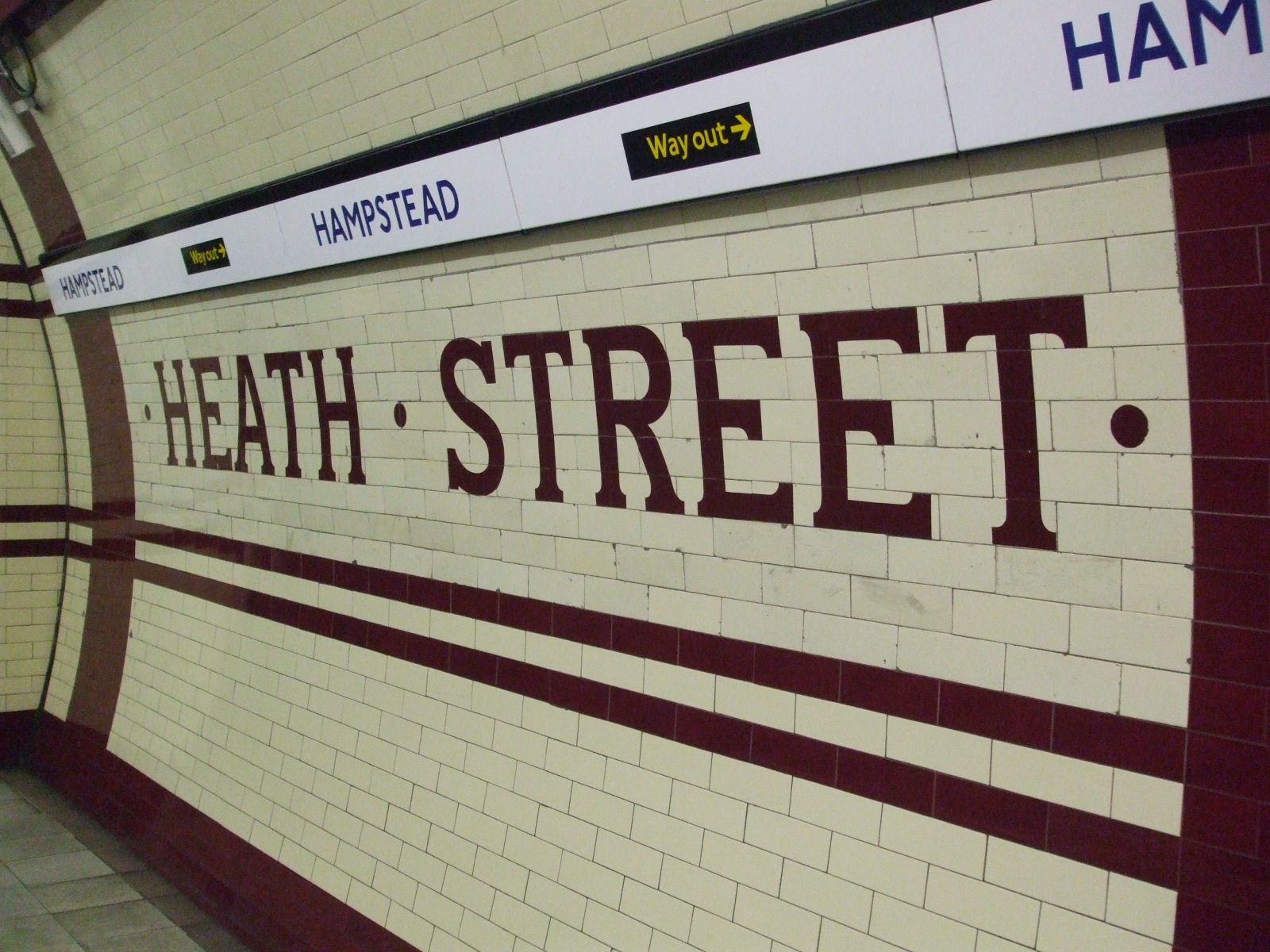
Piastrelle sulla piattaforma in direzione sud che mostrano il nome originale Heath Street
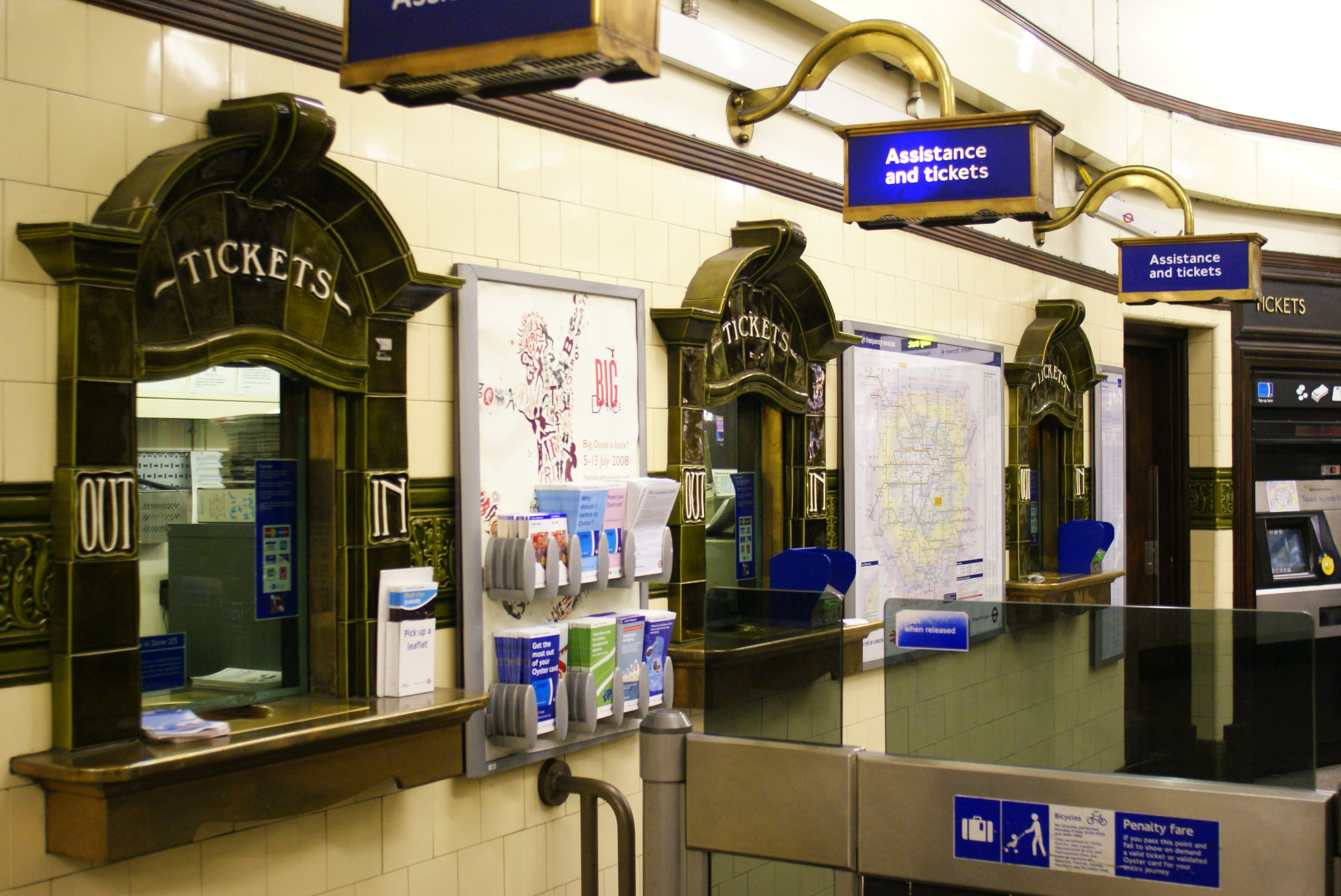
Biglietteria della stazione, 2008
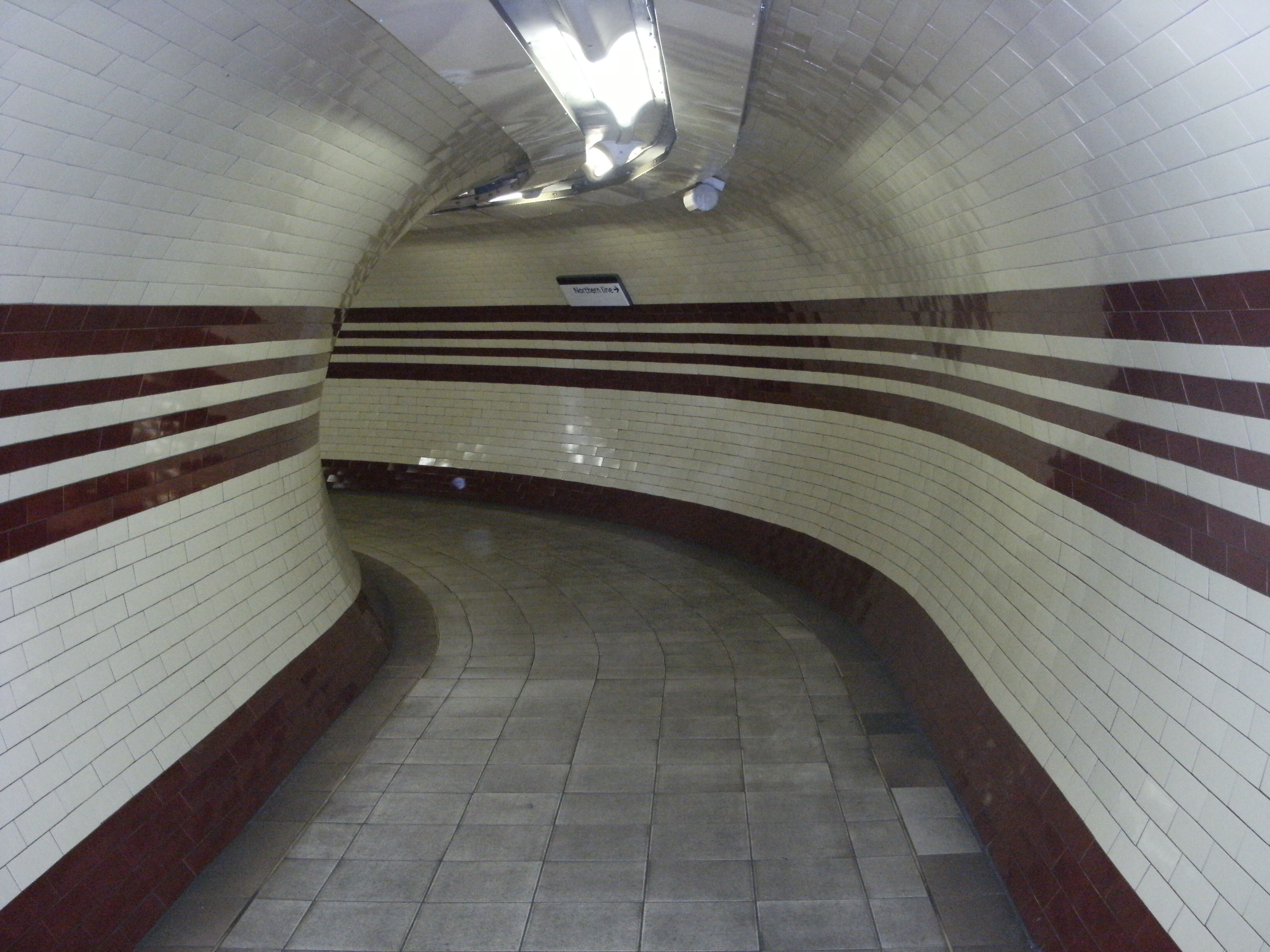
Passaggi sotterranei nella stazione
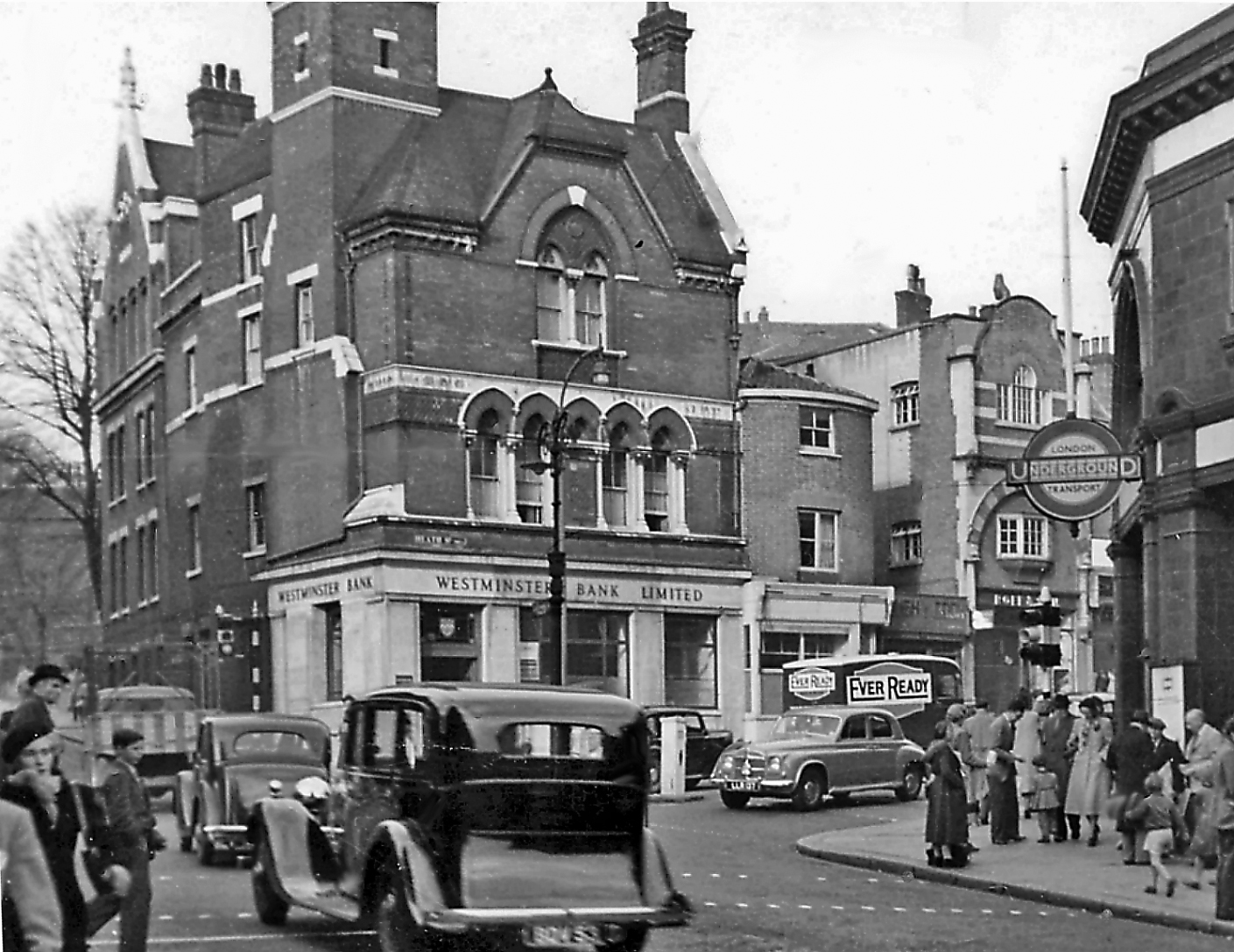
La stazione nel 1955